# Longmont
Longmont je město v okresech Boulder County a Weld County ve státě Colorado ve Spojených státech amerických. Nachází se severovýchodně od města Boulder a jižně od města Loveland. Pojmenováno bylo po hoře Longs Peak, která je z města dobře viditelná. 
K roku 2020 zde žilo 98 885 obyvatel. S celkovou rozlohou 79 km² byla hustota zalidnění 1 306 obyvatel na km². Město bylo založeno v roce 1871 skupinou osadníků příchozích z Chicaga a původně neslo název Chicago-Colorado Colony. V letech 1925 až 1927 měli převahu v longmontském městském shromáždění příslušníci Ku-klux-klanu. Město se nachází v oblasti se semiaridním podnebím. 